# 丽色疣螈
丽色疣螈（学名：Tylototriton broadoridgus ），一种分布于中华人民共和国云南省东南部的两栖动物，隶属于蝾螈科疣螈属。

## 形态特征
正模标本成年雄螈全长约137毫米。头长略等于头宽；耳后腺与方骨棱末端相连；头顶棱脊明显；体侧有16枚分界清晰的瘰疣。通体呈鲜红色，头部骨棱、耳后腺、脊棱及体侧瘰疣金黄色或橘黄色。

## 分类
本种最初被认定为是红瘰疣螈（Tylototriton verrucosus）丽色亚种，现在很多资料将其视为独立物种。